# Jednostka regionalna Koryntia
Jednostka regionalna Koryntia (nwgr.: Περιφερειακή ενότητα Κορινθίας) – jednostka administracyjna Grecji w regionie Peloponez. Powołana do życia 1 stycznia 2011 w wyniku przyjęcia nowego podziału administracyjnego kraju. W 2021 roku liczyła 138 tys. mieszkańców.
W skład jednostki wchodzą gminy:
- Korynt (1),
- Welo-Wocha (2),
- Lutraki-Aji Teodori (3),
- Nemea (4),
- Ksilokastro-Ewrostina (5),
- Sikiona (6).